# Интеркосмос-15
«Интеркосмос-15» (заводское обозначение АУОС-3-Т-ИК ) — советский спутник, первый космический аппарат на платформе АУОС-З. Создан в КБ «Южное» и построен на Южном машиностроительном заводе. Целью полёта «Интеркосмоса-15» было испытание новой платформы и проверка работы Единой телеметрической системы (ЕТМС), созданной кооперацией стран-участниц программы «Интеркосмос» и позволяющей получать информацию от научной аппаратуры, установленной на борту аппарата, всеми постановщиками международных экспериментов.

## Конструкция
Платформа АУОС-З с постоянной ориентацией продольной оси аппарата на Землю была создана в КБ «Южное» специально для построения научно-исследовательских спутников, предназначенных для изучения околоземного космического пространства и верхней атмосферы Земли. Платформа включала системы обеспечения, неизменные для всех спутников, построенных на её базе и единую телеметрическую систему (ЕТМС), обеспечивающую как управление аппаратом, так и каналы приёма команд для научной аппаратуры и передачу научной информации в международном диапазоне частот для сброса информации непосредственно зарубежным постановщикам экспериментов по программе «Интеркосмос». Состав научной аппаратуры, устанавливаемой на спутник (полезной нагрузки), мог меняться в широких пределах в зависимости от программы полёта. Основой конструкции был герметичный цилиндрический корпус, внутри которого поддерживался постоянный тепловой режим. Внутри корпуса устанавливались аккумуляторные батареи, аппаратура служебных систем и ЕТМС. Научная аппаратура располагалась в отсеке на крышке корпуса. Для ориентации и стабилизации положения аппарата относительно местной вертикали выдвигалась штанга гравитационного стабилизатора. Ориентация и стабилизация по курсу обеспечивалась двухскоростным маховиком с электромагнитной разгрузкой. Снаружи корпуса располагались датчики служебных систем и установленные на раскрывающихся штангах антенны телеметрической системы и датчики научной аппаратуры. Электропитание обеспечивали восемь неориентированных панелей солнечных батарей общей площадью 12,5 м². Батареи раскрывались в полёте на угол 30° относительно корпуса, обеспечивающий оптимальную работу в условиях наихудшей освещенности.
Бортовое запоминающее устройство единой телеметрической системы позволяло хранить информацию, получаемую по всем каналам, в течение 24 часов. Входящие в состав служебной аппаратуры спутника программно-временное устройство и дешифратор программных команд обеспечивали управление полётом и проведение научных экспериментов вне зоны радиовидимости наземных пунктов управления.

## Программа полёта
Спутник «Интеркосмос-15» был запущен 19 июня 1976 года ракетой «Космос-3М» с космодрома Плесецк и выведен на орбиту c наклонением 74°, апогеем 521 км, перигеем 487 км и периодом обращения 94,6 минут. В международном каталоге COSPAR спутник получил идентификатор 1976-056A. При гарантийном сроке 6 месяцев «Интеркосмос-15» проработал на орбите чуть больше месяца, до 26 июля 1976 года, после чего из-за произошедшей разгерметизации аппарата работа с ним была прекращена. Спутник вошёл в атмосферу и прекратил своё существование в ноябре 1979 года.
На борту аппарата «Интеркосмос-15» вместо научных приборов был установлен комплекс имитаторов различных датчиков. Сигналы имитаторов использовались для проверки работы единой телеметрической системы (ЕТМС) спутника в разных режимах и возможности приёма информации на наземных пунктах СССР, ВНР, ГДР и ЧССР. В состав бортовой аппаратуры ЕТМС входило следующее оборудование, разработанное странами-участницами программы «Интеркосмос»:
- передатчик высокочастотного сигнала с фазовой модуляцией (ЧССР);
- блок преобразования аналоговых и дискретных сигналов в цифровой код (ВНР, ГДР);
- цифровой магнитофон для непрерывной записи в течение одного витка (ГДР);
- цифровой магнитофон для записи в течение суток в старт-стопном режиме (ГДР);
- блок формирования кодированных сигналов в аналоговой форме (ПНР);
- синхронизатор для формирования и выдачи текущего значения времени и временных меток (СССР);
- антенный переключатель для коммутации высокочастотных выходов с антенно-фидерными устройствами (ЧССР);
- блок управления режимами работы научной аппаратуры (СССР);
- блок питания стабилизированными напряжениями цифровых магнитофонов и блока формирования кодированных сигналов (ГДР).

За время активного существования «Интеркосмоса-15» на практике была подтверждена возможность использования платформы АУОС-З и единой телеметрической системы для проведения экспериментов по программе «Интеркосмос». Следующие спутники на платформе АУОС-З — «Космос-900», «Интеркосмос-17», «Интеркосмос-18» и далее — уже были оснащены комплексами научной аппаратуры и использовались для  изучения космического пространства, солнечных и геофизических явлений.